# Edmund Attems

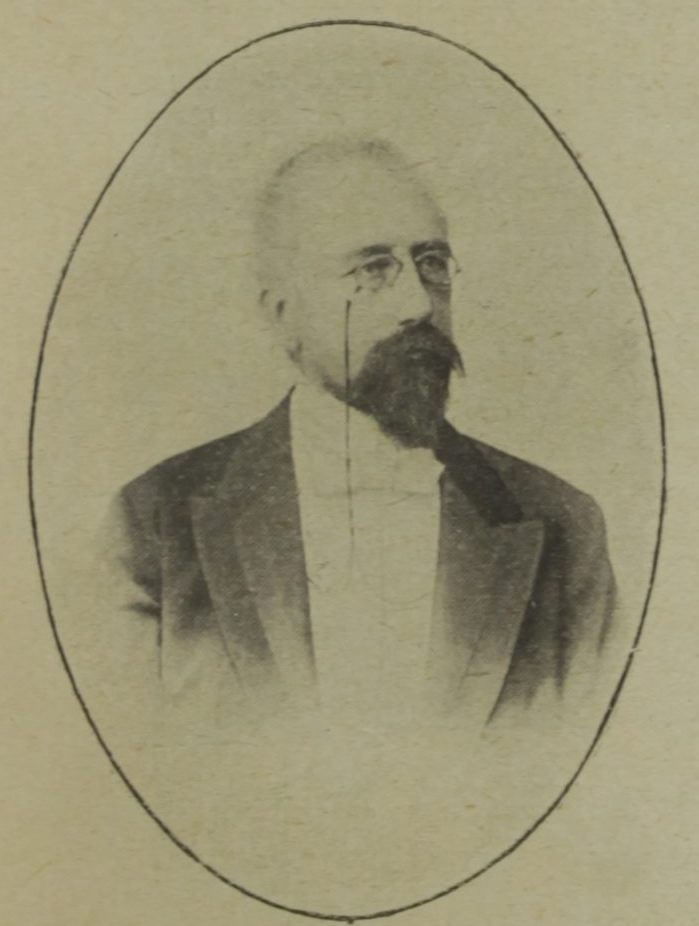
Edmund Attems, um 1902

Todesanzeige von Edmund Reichsgraf von Attems-Heiligenkreuz

Edmund Attems, auch Edmund von Attems, Edmund Graf von Attems,  Edmund von Attems-Heiligenkreuz oder Edmund Reichsgraf von Attems-Heiligenkreuz (* 17. September 1847 in Linz; † 25. Mai 1929 in Hofgastein (heute Bad Hofgastein)) war Landeshauptmann des Herzogtums Steiermark und Abgeordneter zum Österreichischen Abgeordnetenhaus.

## Leben
Edmund Attems war Bruder von Ignaz Graf Attems und Sohn des Herrschaftsbesitzers und Mitglieds des Herrenhauses Ferdinand Graf Attems († 1878) und dessen Gemahlin Gabriele Gräfin Wurmbrand-Stuppach. Er besuchte von 1859 bis 1861 eine Oberrealschule in Linz und von 1864 bis 1866 eine in Graz. Danach ging er von 1866 bis 1870 in die Technische Hochschule am Joanneum in Graz. Ab 1901 war er Besitzer der Herrschaft Oberkindberg und Hart in der Gemeinde Kindberg in der Steiermark. Ab 1915 war er auch Besitzer des Primogenitur-Fideikommisses Windischfeistritz, Rann, Windisch Landsberg und Olimia in der Untersteiermark (heute in Slowenien).
Er war von 1905 bis 1925 Präsident der steiermärkischen Landwirtschaftsgesellschaft.
Von 1884 bis 1918 war er im steiermärkischen Landtag und von 1884 bis 1893 im Landesausschuss, wo er das Referat über das Straßenwesen, danach jenes über das Sanitätswesen und zuletzt auch die Verwaltung der bedeutenden landschaftlichen Forste leitete. Er war von 1893 bis 1896 und von 1897 bis 1918 Landeshauptmann des Herzogtums Steiermark.
Er war Wirklicher Geheimer Rat, Oberst-Erblandkämmerer des ehemaligen Herzogtums Steiermark, Ehrenbürger der Stadt Graz, Ritter des Ordens der Eisernen Krone (I. Klasse), Träger des Kriegskreuzes für Zivilverdienste 1. Klasse und des Großkreuzes des königlichen Württembergischen Friedrichs-Ordens.
Edmund Attems war römisch-katholisch und blieb zeit seines Lebens ledig. 

## Politische Funktionen
Edmund Attems wurde aufgrund einer Nachwahl nach dem Rücktritt von Karl Graf Stürgkh ab dem 21. Februar 1895 bis zum 30. Jänner 1907 Abgeordneter des Abgeordnetenhauses im Reichsrat (VIII., IX. und X. Legislaturperiode), Kronland Steiermark, Kurie Großgrundbesitz.
Ab dem 16. Februar 1917 war er erbliches Mitglied des Herrenhauses und gehörte dort der Verfassungspartei an.

## Klubmitgliedschaften
Edmund Attems war Mitglied der Vereinigten Deutschen Linken. Ab 1897 gehörte er der Vereinigung von Großgrundbesitzern an und ab 1898 der Vereinigung von verfassungstreuen Großgrundbesitzern.